# Вакульчик, Валерий Павлович
Валерий Павлович Вакульчик (род. 19 июня 1964, Радостово, Дрогичинский район, Брестская область, БССР, СССР) — белорусский государственный и военный деятель. Помощник Президента Республики Беларусь — инспектор по Брестской области с 29 октября 2020 года.
Государственный секретарь Совета Безопасности Республики Беларусь (3 сентября — 29 октября 2020). Председатель Следственного комитета Республики Беларусь (2011—2012). Председатель Комитета государственной безопасности Республики Беларусь (2012—2020). Генерал-лейтенант.

## Биография
Родился 19 июня 1964 года в д. Радостово Дрогичинского района Брестской области. Отец — Павел Денисович Вакульчик, работал директором колхоза «Красный партизан» (1971—1986). Мать — Мария Алексеевна, работала сельским учителем, директором школы в д. Липники. Валерий был старшим ребёнком в семье, после него родились Галина (проживает в Минске) и Сергей (проживает в Кобрине). В 1986 году, когда Валерий уже служил в армии, семья распалась — отец бросил работу и семью с детьми, уехав к молодой женщине в Кобрин
Окончил Радостовскую среднюю школу. В 1985 году окончил Харьковское гвардейское высшее танковое командное училище. В 1992 году — Высшие курсы военной контрразведки КГБ СССР. В 2011 году — Академию управления при Президенте Республики Беларусь.
С 1985 по 1991 год проходил военную службу в Вооружённых силах СССР.
С 1991 по 2008 год проходил службу в органах государственной безопасности Республики Беларусь. Начинал карьеру в Брестском пограничном отряде. Был начальником отдела военной контрразведки КГБ в пограничных войсках.
С мая 2008 года — начальник Оперативно-аналитического центра при Президенте Республики Беларусь.
24 октября 2011 года назначен председателем созданного Следственного комитета Республики Беларусь.
С 21 ноября 2011 года входит в состав Совета Безопасности Республики Беларусь.
В 2012 году Совет Европейского союза признал Вакульчика ответственным за мониторинг, фильтрацию, контроль и вмешательство в различные каналы связи, например Интернет, а как руководителя КГБ ответственным за репрессивную работу КГБ против гражданского общества и демократической оппозиции.
16 ноября 2012 года назначен председателем Комитета государственной безопасности Республики Беларусь.
С 7 марта 2013 по 16 мая 2017 года возглавлял Белорусскую федерацию биатлона. В настоящее время является председателем наблюдательного совета Белорусской федерации биатлона.
3 сентября 2020 года освобождён от должности председателя КГБ и назначен государственным секретарём Совета Безопасности Республики Беларусь. В президентском указе от 3 сентября № 329 в пункте 3 сказано: «Прикомандировать генерал-лейтенанта Вакульчика Валерия Павловича к Государственному секретариату Совета Безопасности Республики Беларусь с оставлением его в кадрах Комитета государственной безопасности Республики Беларусь». Освобождён от должности 29 октября 2020 года. В этот же день назначен помощником Президента Республики Беларусь — инспектором по Брестской области.

### Международные санкции
31 августа 2020 года Вакульчик включён в список лиц, на которых наложен бессрочный запрет на въезд в Латвию, пятилетний запрет на въезд в Эстонию и запрет на въезд в Литву в связи с тем, что «своими действиями он организовал и поддержал фальсификацию президентских выборов 9 августа», которые не были признаны странами Прибалтики, «и последующее насильственное подавление акций протеста».
2 октября 2020 года был включён в санкционный список ЕС («Чёрный список ЕС»). Кроме того, на Вакульчика распространены санкции Великобритании, Канады, Швейцарии. 20 ноября к октябрьскому пакету санкций ЕС присоединились Албания, Исландия, Лихтенштейн, Норвегия, Северная Македония, Черногория и Украина.

## Семья
- Жена — Антонина.
- Дочь — Оксана.

## Награды
- Орден Отечества III степени (12 января 2014 года)[23] и 11 медалей.
- Медаль «За безупречную службу» 1, 2, 3 степени
- Юбилейная медаль «60 лет Победы в Великой Отечественной войне 1941—1945 гг.»
- Медаль «80 лет Комитету государственной безопасности»
- Медаль «80 лет Вооружённым Силам Республики Беларусь»
- Медаль «90 лет Комитету государственной безопасности»